# Enneapterygius triserialis
Enneapterygius triserialis is een straalvinnige vissensoort uit de familie van drievinslijmvissen (Tripterygiidae). De wetenschappelijke naam van de soort is voor het eerst geldig gepubliceerd in 1994 door Fricke.